# John Galsworthy
John Galsworthy (n. 14 august 1867, Surrey, Anglia, Regatul Unit al Marii Britanii și Irlandei – d. 31 ianuarie 1933, Londra, Anglia, Regatul Unit) a fost un prozator englez, laureat al Premiului Nobel pentru Literatură pe anul 1932.

## Motivația Juriului Nobel
"pentru remarcabila sa artă narativă care își găsește forma cea mai înaltă de expresie în Saga familiei Forsyte"

## Viața
John Galsworthy s-a născut la 14 august 1867 la Kingston Hill(comitatul Surrey), într-o familie de juriști a căror bunăstare a prosperat sub domnia reginei Victoria. Împreună cu frații și surorile lui, el a crescut în casele din ce în ce mai splendide, pe care tatăl său, mare proprietar funciar, le construiește în apropierea Londrei. După studii întreprinse la Harrow și apoi la Oxford, el intră în barou, dar curând va părăsi această profesie. O idilă nefericită îl deprimă atât de mult, încât tatăl lui îl trimite într-o călătorie pe mările sudului, în cursul căreia este obligat să se familiarizeze cu dreptul maritim. În drum spre Australia pe pachebotul Torrens, John Galsworthy se împrietenește cu un ofițer maritim de origine poloneză care-și povestește minunat aventurile sale de marinar și contrabandist. Această întâlnire cu Joseph Conrad, care deja își terminase primul său roman, va trezi în el tentația de a deveni scriitor. "Mi-ar plăcea să fiu dotat pentru scris", mărturisește el într-o scrisoare adresată unui prieten, "cred într-adevăr că este mijlocul cel mai agreabil de a câștiga bani, dar important pentru mine nu este atât faptul de a scrie, cât ideile exprimate. Presupun că arta de a scrie poate fi cultivată, dar că nu e imposibil să cultivi claritatea profunzimilor, nici plantele rare". La întoarcerea sa, manifestă foarte puțină plăcere pentru domeniul afacerilor. În 1895 se produce evenimentul sentimental care va marca tot restul existenței sale: el devine iubitul Adei Cooper, seducătoarea soție a vărului său, maiorul Athur Galsworthy. Orfană de tată, această pianistă are o sensibilitate incompatibilă cu caracterul soțului său, iar John va trebui să aștepte zece ani până ce vărul său va consimți să divorțeze, apoi moartea tatălui său, în 1905, pentru a regla printr-o căsătorie această situație nelegitimă, foarte umilitoare într-o societate ca a sa. Primele tentative literare datează din această perioadă a vieții sale. Chiar dacă publică patru cărți (1897-1901), sub pseudonimul de John Sinjohn, el va renega două dintre acestea: From the Four Winds și Jocelyn. 

## Cariera literară
Debutează în literatură sub numele său adevărat, în 1904, cu romanul The Island Pharisees ("Insula fariseilor"), care are parte de o primire obișnuită. Va primi totuși pentru acest manuscris, ca și pentru celelalte, sfaturi avizate și susținerea unui consilier literar, pe cât de talentat pe atât de influent, Edward Garnett, faimosul editor care a jucat un rol la fel de decisiv pe lângă Joseph Conrad, D. H. Lawrence și Arnold Bennett. Succesul îl cunoaște cu cea de-a doua lucrare: The Man of Property (1906). John Galsworthy "amorsează" saga familiei Forsyte pe care o va completa cincisprezece ani mai târziu, și unde domină acel personaj fascinant care este Soames. În același an, prima sa piesă de teatru, Silver Box, este montată la Court Theatre, având parte de "binecuvântarea" lui Bernard Shaw. John Galsworthy este propulsat dintr-odată în primul rând al unui curent teatral, naturalist și social, influențat de către Ibsen. Mai mult reformator decât subversiv, John Galsworthy va denunța inegalitățile tratamentului rezervat bogaților și săracilor în justiție. Prin urmare, el va apăra sindicalismul, în Strife (1909) sau va denunța oroarea recluziunii criminale, în Justice (1910) cu atâta vigoare, încât Winston Churchill, pe atunci ministru de Interne, va reforma sistemul penitenciarelor britanice. Încearcă, într-o manieră mai puțin fericită, să se posteze în rolul de reformator al societății, în Fraternity (1909), The Freelands (1915), dar este o altă temă, obsedantă, inspirată de propria sa aventură cu Ada - aceea a căsătoriilor nepotrivite, a divorțului acordat cu zgârcenie, a oprobriului care lovește cuplurile neligitime - temă explorată în The Patrician (1911) și The Dark Flower (1913). Elogiile apropiaților săi, turneele triumfale în Statele Unite nu-i ascund faptul că aparține unei epoci revolute. Prin educația sa se simte profund străin față de haosul perioadei de după război. Nostalgia sa față de trecut îl împinge atunci să redea viață acestei părți a societății pe care o cunoaște mai bine, familia, clasa de mijloc prosperă, atât de puternică la sfârșitul domniei reginei Victoria, pe care a caricaturizat-o magistral în The Man of Property. Anii care i-au mai rămas de trăit, din 1920 până în 1928, vor fi consacrați redactării cronicii-fluviu a familiei Forsyte: mai întâi Forsyte Saga și apoi O comedie modernă, două trilogii în care Soames este figura dominantă. Succesul operei este considerabil, ca și cum aceste valori uitate, precum proprietatea, responsabilitatea unei femei și sensul familiei aveau ceva liniștitor, într-o  societate care făcuse din acestea tabula rasa. În teatru, piesa Loyalties (1920), care reglează conturile cu onoarea militară și prejudecățile rasiste, cunoaște de asemenea o largă recunoaștere. În general, nuvelele și romanele sale sunt inspirate de dorința sa de a releva în chip realist ce este nobil în oameni și deopotrivă de a acuza "fariseismul, simțul proprietății, fatalitatea, care stau în calea simpatiei omului către om". 
John Galsworthy excelează în arta portretului. Este un atent observator al trăsăturilor care relevă calități sau defecte rezultând din determinarea socială a personajelor. Compasiunii sale sincere, izvorâtă dintr-o înțelegere sensibilă a nedreptăților ca și a victimelor epocii, i se adaugă însă uneori tendințe moralizatoare tradiționale scrisului englezesc. Scriitorul a apărut unora dintre criticii sau comentatorii săi ca un om care-și zugrăvește personajele sub multiple aspecte, abținându-se însă de a le judeca. În fapt, prin însăși alegerea și punerea în valoare a unei trăsături sau a alteia, Galsworthy își conduce cititorul spre o anume apreciere a oamenilor și faptelor lor. Copleșit de onoruri, John Galsworthy primește în 1929 Ordinul Meritului, după ce refuzase, cu 11 ani în urmă, titlul de cavaler, oferit de Coroană. Fondează în 1921 Clubul PEN, celebra asociație internațională de scriitori, cu sediul la Londra, devenindu-i primul președinte. O dată cu Sfârșit de capitol, un nou triptic care va prelungi trilogiile precedente, el descrie lenta eroziune a unei alte familii, cu tradiții mai vechi și de sorginte mai aristocratică decât cea a familiei Forsyte. Cu puțin înainte de moartea scriitorului, în 1932, un premiu Nobel pentru literatură vine să încoroneze această operă, în care satira socială este temperată de nostalgia unei lumi revolute. Galsworthy nu va putea să-și primească personal acest premiu, încetând din viață în ziua de 31 ianuarie 1933.

## Opera

### Romane
- Villa Rubein (Vila Rubein) - 1900
- The Island Pharisees (Insula fariseilor) - 1904
- Forsyte Saga (titlul original: The Forsyte Saga)
  - Proprietarul (titlul original: The Man of Property) - roman I (1906)
  - Vara târzie a unui Forsyte (titlul original: Indian Summer of a Forsyte), 1918 (nuvelă, desemnat de autor ca prim interludiu)
  - Încătușați de lege (titlul original: In Chancery), roman II (1920)
  - Deșteptare (titlul original: Awakening), 1920 (nuvelă, al doilea interludiu)
  - De închiriat (titlul original: To Let), 1921
- The Country House (Conacul) - 1907
- Fraternity (Fraternitate) - 1909
- The Patrician (patricianul) - 1911
- Swan Song (Cântec de lebădă) - 1928
- Beyond (Dincolo)-1917

### Piese
- The silver Box (Tabachera de argint) - 1906
- Six Short Plays (Șase piese scurte) - 1921
- Loyalties (Loialitate) - 1922

### Povestiri
- On Forsyte Change  (La bursa Forsyte) - 1930
- Soames and the Flag(Soames și steagul) - 1930

### Eseuri
- The Inn of Tranquillity (Hanul liniștit) - 1912
- Castels in Spain(Castele în Spania) - 1927

### Critica
- The Creation of Character in Literature (Crearea personajului în literatură) - 1931
- Recenzia primei trilogii Forsyte Saga, pe bigcitylife.ro